# Hala Wisły Kraków
Hala Wisły Kraków – hala widowiskowo-sportowa w Krakowie, w Polsce. Powstała w latach 50. XX wieku. Może pomieścić 2000 widzów. Obiekt służy wielosekcyjnemu klubowi sportowemu TS Wisła Kraków, odbywają się na nim liczne rozgrywki oraz imprezy sportowe i pozasportowe. Hala położona jest przy ulicy Reymonta, niedaleko stadionu Wisły Kraków.

## Historia
Uroczystego wmurowania kamienia węgielnego pod budowę hali dokonano w maju 1952, roku przy udziale ówczesnego przewodniczącego Rady Narodowej miasta Krakowa Marcina Waligóry. Obiekt powstał na terenie, gdzie przed I wojną światową funkcjonował tor wyścigów konnych. Użytkowanie obiektu dla celów treningowych rozpoczęto zimą na przełomie lat 1953/1954. Pierwszymi oficjalnymi zawodami sportowymi na hali był mecz reprezentacji koszykarskich Polski i Czechosłowacji, rozegrany w Wielkanoc 1954 roku. Pod koniec 1956 roku oddano do użytku budynek od strony ulicy Reymonta, przylegający do hali głównej. Obiekt ten mieści m.in. sale dla judoków, do 2020 roku funkcjonował w nim również 25-metrowy basen pływacki.
Na hali odbywały się m.in. Mistrzostwa Polski w boksie, gimnastyce, judo i szermierce. W dniach 30–31 maja 1959 roku obiekt gościł kobiece Mistrzostwa Europy w gimnastyce. Grający na hali koszykarze, koszykarki i siatkarki Wisły Kraków wielokrotnie zdobywali tytuły mistrzów kraju. Poza zawodami sportowymi obiekt gościł także liczne koncerty, widowiska, występy, gale, zjazdy, obchody, imprezy i inne wydarzenia.